# Moschkino (Kursk)
Moschkino (russisch Мошкино) ist ein Dorf (derewnja) in der Oblast Kursk in Russland. Es gehört zum Rajon Kursk und zur Landgemeinde (selskoje posselenije) Paschkowski selsowjet.

## Geographie
Der Ort liegt gut 4 km Luftlinie nördlich des Oblastverwaltungszentrums Kursk im südwestlichen Teil der Mittelrussischen Platte, 4 km vom Sitz des Dorfsowjet – Tschaplygina, 100 km vor Grenze zwischen Russland und der Ukraine, am Fluss Obmet (rechter Nebenfluss des Tuskar im Becken des Seim).

### Klima
Das Klima im Ort ist wie im Rest des Rajons kalt und gemäßigt. Es gibt während des Jahres eine erhebliche Niederschlagsmenge. Dfb lautet die Klassifikation des Klimas nach Köppen und Geiger.

## Bevölkerungsentwicklung
| Jahr | Einwohner |
| ---- | --------- |
| 2002 | 58        |
| 2010 | ▼48       |

Anmerkung: Volkszählungsdaten

## Verkehr
Moschkino liegt 5,5 km vor Fernstraße föderaler Bedeutung M2 „Krim“ (ein Teil der Europastraße E105), 5 km vor Straße regionaler Bedeutung 38K-018 (Kursk – Ponyri), 3,5 km vor Straße interkommunaler Bedeutung 38N-379 (Kursk – Iskra), 3 km vor Straße 38N-381 (38N-379 – Tschaplygina – Aljabjewo), an der Straße 38N-780 (38N-381 – Moschkino) und 5,5 km von der nächsten Eisenbahnhaltestelle Bukrejewka (Eisenbahnstrecke Orjol – Kursk) entfernt.
Der Ort liegt 135 km vom internationalen Flughafen von Belgorod entfernt.